# Stadio Piazza d'Armi
Le Stadio ou Campo Piazza d'Armi était un stade de football italien situé sur la place de la Piazza d'Armi dans la ville italienne de Turin dans le Piémont.
Lors des parades, la place est surtout utilisée pour les défilés militaires.

## Histoire
La zone de la place fut de nombreuses fois modifiée au cours des siècles, suivant l'expansion de la ville.
Vers la fin du XIXe siècle, de nombreux terrains sportifs en bois sont installés, dont un stade de football.
C'est dans ce stade que le club du Foot-Ball Club Juventus joue le premier match officiel de son histoire, le 11 mars 1900 lors d'une défaite 1-0 contre le FBC Torinese.
Une semaine plus tard, le 18 mars 1900, la Juventus y gagne son premier match officiel en s'imposant par 2-0 sur le Ginnastica Torino.
À la suite de l'expansion de la ville et du quartier Crocetta, la place est réaménagée en parc à partir des années 1960, et est aujourd'hui composée de plusieurs passages piétons menant au stade olympique de Turin.